# Mecodema validum
Mecodema validum es una especie de escarabajo del género Mecodema, familia Carabidae. Fue descrita científicamente por Broun en 1923.
Esta especie se encuentra en Nueva Zelanda.